# Phyllopteryx
Phyllopteryx là một chi cá nhỏ trong họ Syngnathidae. Chúng thường được gọi bằng tên thông dụng là hải long, tìm thấy được dọc theo ven biển phía tây và nam của Úc. Từ thế kỷ 19, loài hải long duy nhất được biết đến là Phyllopteryx taeniolatus. Mãi đến năm 2015, loài thứ hai trong chi là Phyllopteryx dewysea mới được mô tả lần đầu tiên. Cả hai loài đều có quan hệ chặt chẽ với các thành viên khác của họ cá chìa vôi như hải long lá, cá chìa vôi và cá ngựa, mà tất cả đều mang đặc điểm con đực mang thai.

## Các loài
Chi này có hai loài được công nhận:
- Phyllopteryx taeniolatus (Lacepède, 1804)
- Phyllopteryx dewysea Stiller, Wilson, & Rouse, 2015